# لويس ماينارد (صحفي)
لويس ماينارد (بالفرنسية: Louis Maynard)‏ هو صحفي ومؤرخ فرنسي، ولد في 17 سبتمبر 1871 في ليون في فرنسا، وتوفي بنفس المكان في 26 أغسطس 1940.